# École théologique d'Antioche
L'École théologique d'Antioche fut une des grandes écoles théologiques des premiers siècles du christianisme. Sa méthode théologique était historico-littérale. Elle s'opposa à l'École théologique d'Alexandrie qui prônait une méthode allégorique.
Dans le débat christologique des IVe et Ve siècles, l'École d'Antioche s'attacha à souligner la dualité des natures, divine et humaine, dans le Christ. Considérée de tendance nestorienne, l'École perdit de son importance après le concile de Chalcédoine en 451.

## Histoire
La première École chrétienne dont l'existence à Antioche est connue fut celle de Lucien d'Antioche, né à Samosate vers 240, mort martyr à Nicomédie en 312, après neuf ans d'emprisonnement. Mais rien de certain n'est connu sur son enseignement. Il est seulement probable que sa théologie était subordinatianiste, et qu'il n'a été canonisé qu'en raison de son martyre.
Eustathe, évêque d'Antioche, mort en 337 ou 338, adversaire de l'arianisme, a laissé un traité d'exégèse où il combat la méthode d'Origène appliquée à l'épisode de la sorcière d'Endor, et l'abus des interprétations allégoriques chez cet auteur. 
Théodore d'Héraclée (mort en 355) utilisa une méthode historique pour commenter les Évangiles et les épîtres de saint Paul. Eusèbe d'Émèse (né à Édesse vers 295, mort à Antioche vers 359), homme d'étude, de tendance semi-arienne, enseigna entre autres à Antioche et fut un des maîtres de Diodore de Tarse.
Diodore de Tarse (v. 330- v. 393) est souvent appelé le fondateur de la « seconde » École d'Antioche, après celle de Lucien d'Antioche et de ses disciples les « lucianistes ». Partisan de l'évêque anti-arien Mélèce, il fonda près de la ville une école catéchétique dans les années 360, fut exilé en Arménie par l'empereur Valens en 372 et y devint l'ami de Basile de Césarée, puis fut nommé évêque de Tarse à la mort de Valens en 378. Il ne reste de ses écrits que des fragments, et donc son enseignement est très mal connu. On sait qu'il fut condamné comme inspirateur de l'hérésie nestorienne par un synode à Constantinople en 499, et qu'il enseignait aussi l'apocatastase universelle. Ses deux plus célèbres disciples furent Jean Chrysostome (né à Antioche en 349, mort en 407) et Théodore de Mopsueste (né à Antioche en 352, mort en 428).
Jean Chrysostome suivit les leçons de Diodore de Tarse à partir de 367 ; devenu prédicateur dans les années 380, il fut élu patriarche de Constantinople en 397. Mais le grand représentant de l'École théologique d'Antioche, celui qu'on identifie à elle, est Théodore de Mopsueste : converti à la vie religieuse par son ami Jean Chrysostome, il devint le plus fidèle disciple de Diodore de Tarse, et fut à son instigation nommé évêque de Mopsueste en Cilicie en 392. Écrivain prodigieusement fécond, il fut condamné comme hérétique après sa mort par l'Église romano-byzantine, ce qui a beaucoup nui à la transmission de son œuvre, dont ne subsiste qu'une petite partie. Considéré comme le principal inspirateur de la christologie nestorienne, il avait en outre sur la question du péché des positions proches du pélagianisme, et il enseignait l'apocatastase universelle. Il avait un frère, Polychronius, évêque d'Apamée, qui est aussi compté dans l'école.
À cette École d'Antioche il faut rattacher Nestorius (381-451), qui fut élève de Théodore de Mopsueste à Antioche, et d'autres disciples du maître : Ibas d'Édesse (v. 380-457) et Théodoret de Cyr (v. 394-v. 460). Cette école tomba dans le discrédit après le concile d'Éphèse de 431, qui vit le triomphe des vues opposées de Cyrille d'Alexandrie. Dans le siècle suivant (jusqu'au deuxième concile de Constantinople de 553), on vit condamner Nestorius pour hérésie, Théodore de Mopsueste, Ibas d'Édesse, Théodoret de Cyr et même, dans des synodes locaux, Diodore de Tarse. L'enseignement de Théodore de Mopsueste fut préservé et continué dans l'École d'Édesse jusqu'à sa fermeture en 489, et ensuite dans l'École de Nisibe.

## La méthode historico-littérale
Les théologiens de l'École d'Antioche, Théodore de Mopsueste en premier lieu, accordaient la plus grande importance à l'exégèse minutieuse des textes bibliques, pour laquelle ils se sont efforcés de dégager une méthode rigoureuse, appuyée sur les règles de la grammaire et de la critique littéraire. Cette méthode requérait une solide formation intellectuelle, l'étude notamment de l'Organon d'Aristote, et de bonnes connaissances dans toutes les disciplines (histoire, géographie, etc.) pour élucider toutes les allusions des textes. Les Antiochiens n'admettaient en principe que l'interprétation littérale et historique des textes, rejetant tout « sens allégorique », « sens spirituel », « sens caché », etc., dont usait et abusait l'École d'Alexandrie depuis Origène. Ils ne pensaient pas que tous les textes étaient également inspirés et ils leur accordaient une autorité variable : l'Écriture, certes, était globalement inspirée par Dieu, mais écrite par des hommes dans des contextes historiques particuliers et selon les lois de l'esprit humain. Ainsi, Théodore de Mopsueste excluait le Cantique des Cantiques du Canon, l'interprétant littéralement et n'y voyant qu'un chant nuptial. De même il pensait que l'auteur du Livre de Job était un païen et il le blâma pour ses erreurs.
L'insistance des Antiochiens sur le sens historique des textes ne les empêchait pas d'affirmer aussi l'existence de ce qu'ils appelaient le « sens typique » et qu'ils opposaient nettement à l'« allégorie » des Alexandrins : ainsi, les prophéties de l'Ancien Testament se rapportent à des situations historiques précises, que l'exégète doit restituer ; mais en même temps leur inspiration générale annonce le Christ ; l'esclavage en Égypte est un événement réel, à replacer dans son contexte, mais il symbolise l'esclavage du péché, etc.
Cette interprétation principalement historique et littérale des textes de l'Ancien Testament conduisit les théologiens antiochiens à être souvent accusés par leurs adversaires de « judaïser ».

### La cosmologie
Mais cette approche littéraliste des textes bibliques amena aussi les théologiens d'Antioche à soutenir une cosmologie étrangère aux acquis de la science grecque : Diodore de Tarse, Théodore de Mopsueste et Théodoret de Cyr, notamment, soutinrent que la Terre était plate et que l'Arche d'alliance était l'image de l'univers (cf. ce passage du Contre le destin de Diodore cité par Photius : « Il y a deux cieux, l'un visible, l'autre invisible et placé au-dessus : le ciel supérieur fait en quelque sorte office de toit par rapport au monde, comme l'inférieur par rapport à la Terre »). Cette conception non scientifique se maintint ensuite dans l'Église nestorienne et se trouve exprimée au VIe siècle dans la Topographie chrétienne de Cosmas Indicopleustès.